# Saison 2001 de la NFL
Navigation
Édition précédente Édition suivante
La saison 2001 de la NFL est la 82e saison de la National Football League. Elle voit le sacre des New England Patriots à l'occasion du  Super Bowl XXXVI.

## Classement général
| Qualifié en play-offs |

| AFC Est              |      |      |      |        |          |            |
| Franchise            | Vic. | Déf. | Nuls | % vic. | Pts pour | Pts contre |
| New England Patriots | 11   | 5    | 0    | .688   | 371      | 272        |
| Miami Dolphins       | 11   | 5    | 0    | .688   | 344      | 290        |
| New York Jets        | 10   | 6    | 0    | .625   | 308      | 295        |
| Indianapolis Colts   | 6    | 10   | 0    | .375   | 413      | 486        |
| Buffalo Bills        | 3    | 13   | 0    | .188   | 265      | 420        |
| AFC Central          |      |      |      |        |          |            |
| Franchise            | Vic. | Déf. | Nuls | % vic. | Pts pour | Pts contre |
| Pittsburgh Steelers  | 13   | 3    | 0    | .812   | 352      | 212        |
| Baltimore Ravens     | 10   | 6    | 0    | .625   | 303      | 265        |
| Cleveland Browns     | 7    | 9    | 0    | .438   | 285      | 319        |
| Tennessee Titans     | 7    | 9    | 0    | .438   | 336      | 388        |
| Jacksonville Jaguars | 6    | 10   | 0    | .375   | 294      | 286        |
| Cincinnati Bengals   | 6    | 10   | 0    | .375   | 226      | 309        |
| AFC Ouest            |      |      |      |        |          |            |
| Franchise            | Vic. | Déf. | Nuls | % vic. | Pts pour | Pts contre |
| Oakland Raiders      | 10   | 6    | 0    | .625   | 399      | 327        |
| Seattle Seahawks     | 9    | 7    | 0    | .562   | 301      | 324        |
| Denver Broncos       | 8    | 8    | 0    | .500   | 340      | 339        |
| Kansas City Chiefs   | 6    | 10   | 0    | .375   | 320      | 344        |
| San Diego Chargers   | 5    | 11   | 0    | .312   | 332      | 321        |

| NFC Est             |      |      |      |        |          |            |
| Franchise           | Vic. | Déf. | Nuls | % vic. | Pts pour | Pts contre |
| Philadelphia Eagles | 11   | 5    | 0    | .688   | 343      | 208        |
| Washington Redskins | 8    | 8    | 0    | .500   | 256      | 303        |
| New York Giants     | 7    | 9    | 0    | .438   | 294      | 321        |
| Arizona Cardinals   | 7    | 9    | 0    | .438   | 295      | 343        |
| Dallas Cowboys      | 5    | 11   | 0    | .312   | 246      | 338        |
| NFC Central         |      |      |      |        |          |            |
| Franchise           | Vic. | Déf. | Nuls | % vic. | Pts pour | Pts contre |
| Chicago Bears       | 13   | 3    | 0    | .812   | 338      | 203        |
| Green Bay Packers   | 12   | 4    | 0    | .750   | 390      | 266        |
| Tampa Bay Buccs     | 9    | 7    | 0    | .562   | 324      | 280        |
| Minnesota Vikings   | 5    | 11   | 0    | .312   | 290      | 390        |
| Detroit Lions       | 2    | 14   | 0    | .125   | 270      | 424        |
| NFC Ouest           |      |      |      |        |          |            |
| Franchise           | Vic. | Déf. | Nuls | % vic. | Pts pour | Pts contre |
| St. Louis Rams      | 14   | 2    | 0    | .875   | 503      | 273        |
| San Francisco 49ers | 12   | 4    | 0    | .750   | 409      | 282        |
| New Orleans Saints  | 7    | 9    | 0    | .438   | 333      | 409        |
| Atlanta Falcons     | 7    | 9    | 0    | .438   | 291      | 377        |
| Carolina Panthers   | 1    | 15   | 0    | .062   | 253      | 410        |

- New England termine devant Miami en AFC Est en raison des résultats enregistrés en division (6-2 contre 5-3).
- Cleveland termine devant Tennessee en AFC Central en raison des résultats enregistrés en division (5-5 contre 3-7).
- Jacksonville termine devant Cincinnati en AFC Central en raison des résultats enregistrés en confrontation directe (2-0).
- Les New York Giants terminent devant Arizona en NFC Est en raison des résultats enregistrés en confrontation directe (2-0).
- La Nouvelle-Orléans termine devant Atlanta en NFC Ouest en raison des résultats enregistrés en division (4-4 contre 3-5).
- Baltimore gagne la deuxième AFC Wild Card devant les New York Jets en raison des résultats enregistrés face à des adversaires communs (3-2 contre 2-2).
- Green Bay gagne la deuxième NFC Wild Card devant San Francisco en raison des résultats enregistrés en conférence (9-3 contre 8-4).

## Play-offs
Les équipes évoluant à domicile sont nommées en premier. Les vainqueurs sont en gras

### AFC
- Wild Card : 
  - 12 janvier 2002 :  Oakland 38-24 New York Jets
  - 13 janvier 2002 :  Miami 3-20 Baltimore
- Premier tour : 
  - 19 janvier 2002 :  New England 16-13 Oakland, après prolongation
  - 20 janvier 2002 :  Pittsburgh 27-10 Baltimore
- Finale AFC : 
  - 27 janvier 2002 :  New England 24-17 Pittsburgh

### NFC
- Wild Card : 
  - 12 janvier 2002 :  Philadelphie 31-9 Tampa Bay
  - 13 janvier 2002 :  Green Bay 21-3 San Francisco
- Premier tour : 
  - 19 janvier 2002 :  Chicago 19-33 Philadelphie
  - 20 janvier 2002 :  St. Louis 45-17 Green Bay
- Finale NFC : 
  - 27 janvier 2002 :  St. Louis 29-24 Philadelphie

### Super Bowl XXXVI
- 3 février 2002 : New England (AFC) 20-17 St. Louis (NFC), au Louisiana Superdome de La Nouvelle-Orléans